# Anejaej
Anejaej (weitere Bezeichnung: Enechieraru, Enejeij Island, Enidje) ist ein kleines Motu des Likiep-Atolls der pazifischen Inselrepublik Marshallinseln.

## Geographie
Anejaej liegt im nördlichen Riffsaum des Likiep-Atolls, zwischen Kaben im Südosten und Anenaan im Westen. Die Insel ist unbewohnt.